# Kantonsystemet

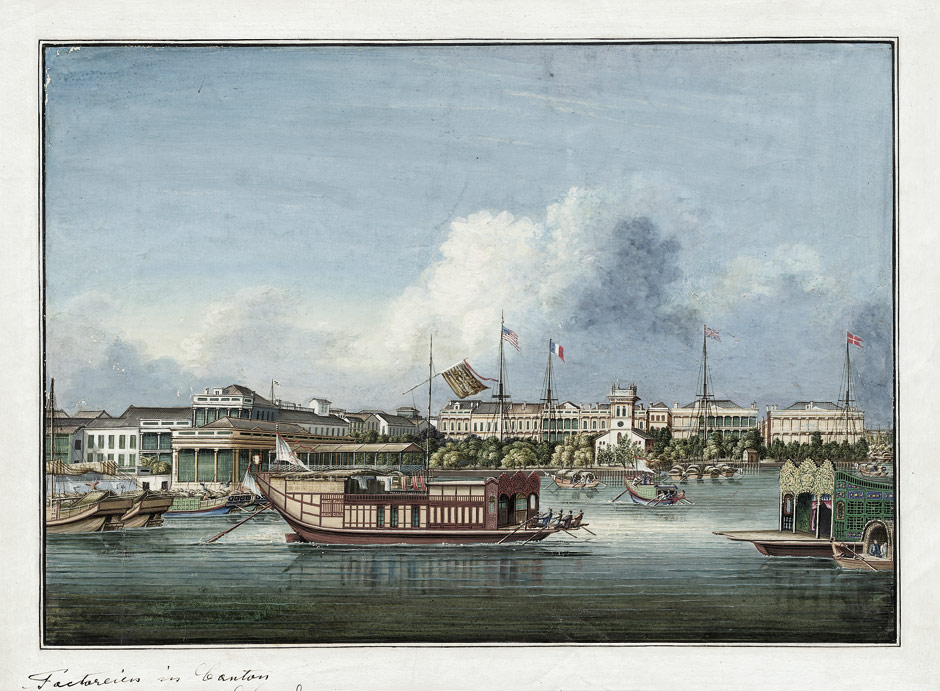
Kanton cirka 1850

Kantonsystemet (1760–1842) var ett system som Kina använde för att kontrollera sin utrikeshandel, som med detta koncentrerades till Kanton, den största hamnstaden i södra Kina och den första handelsstationen tillsammans med Macau. Handeln stod på tre ben: Kina – Indien, Kina – Sydostasien och Kina – Europa. Den kinesiska regeringen utfärdade monopol till vissa handelsbolag i Kanton mot höga skatter. Europeiska handelskompanier efterfrågade kryddor, silke, te och keramik och fick bara handla från faktorier i Kanton och ingen i fartygens besättningar fick ha någon kontakt med andra kineser. Kineserna var inte intresserade av europeiska varor och accepterade i början endast silvermynt.

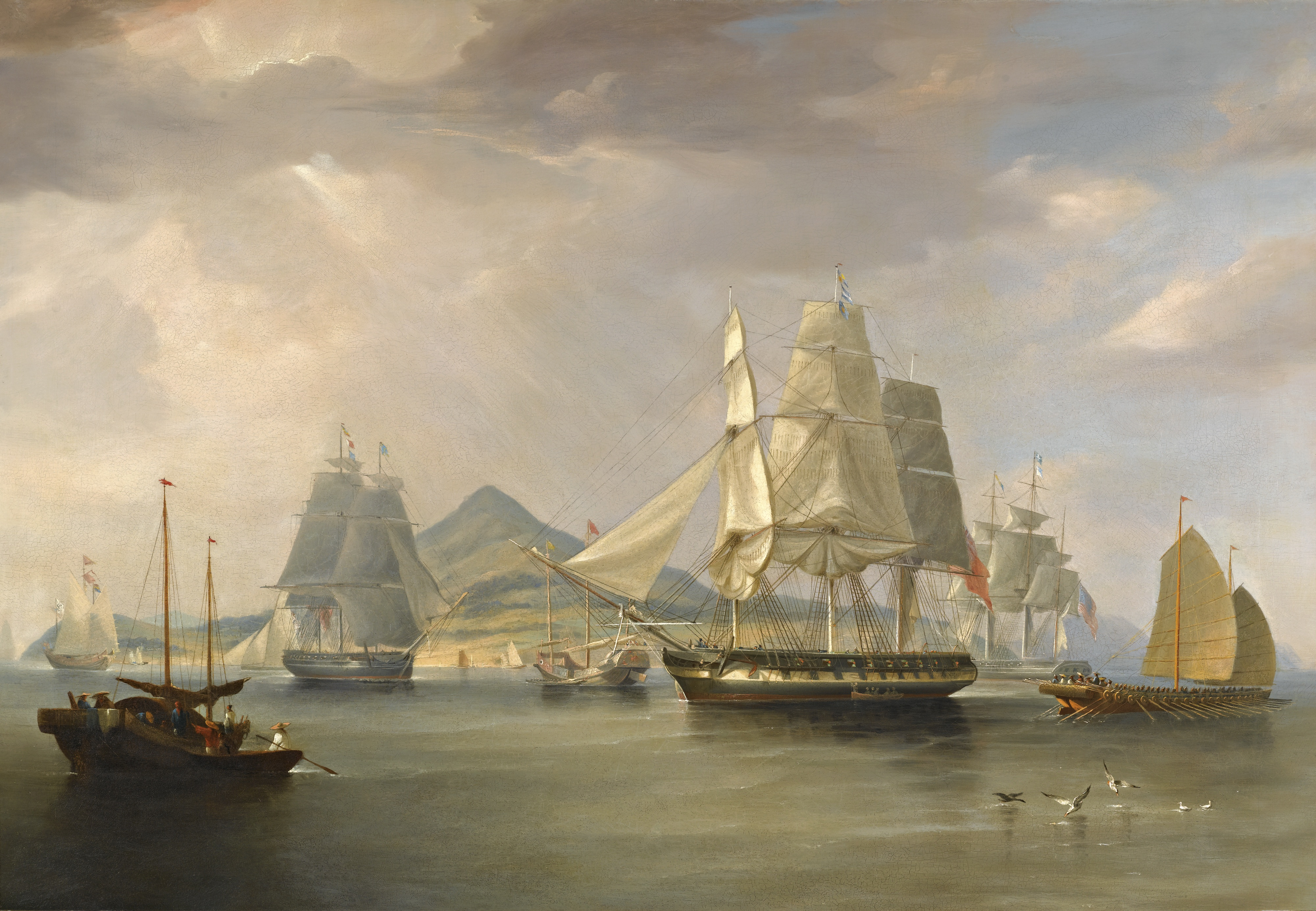
Opiumskepp på Pärlfloden 1824

Storbritannien var inte nöjd med kantonsystemet. Britterna upptäckte att vissa kinesiska handelsmän var intresserade i opium som användes som medicin. Därför uppmanades bönder i Bengalen att odla opiumvallmo som sedan Brittiska Ostindiska Kompaniet transporterade till Kanton.
Kantonsystemet var kvar till och med opiumkrigen. Efter fördragen i Tianjin 1858 tvingades Kina att öppna flera hamnar.